# Jamie Rivers
Jamie Rivers (* 16. März 1975 in Ottawa, Ontario) ist ein ehemaliger kanadischer Eishockeyspieler und -trainer, der im Verlauf seiner aktiven Karriere zwischen 1991 und 2011 unter anderem 469 Spiele für die St. Louis Blues, New York Islanders, Ottawa Senators, Boston Bruins, Florida Panthers, Detroit Red Wings und Phoenix Coyotes in der National Hockey League auf der Position des Verteidigers bestritten hat. Sein älterer Bruder Shawn war ebenfalls professioneller Eishockeyspieler.

## Karriere

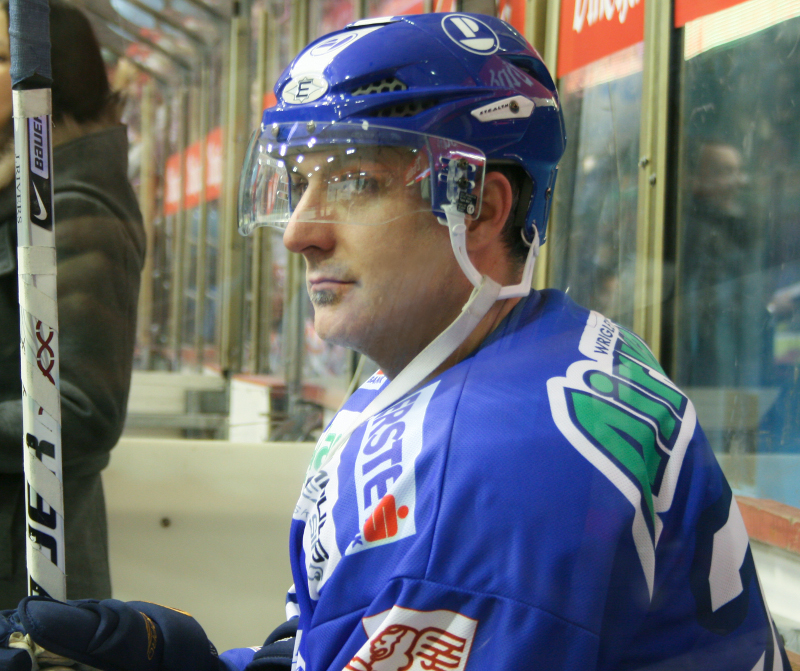
Rivers im Trikot des KHL Medveščak Zagreb

Jamie Rivers begann seine Karriere als Eishockeyspieler in seiner kanadischen Heimat bei den Sudbury Wolves, für die er von 1991 bis 1995 in der Juniorenliga Ontario Hockey League aktiv war. In diesem Zeitraum wurde er im NHL Entry Draft 1993 in der dritten Runde als insgesamt 63. Spieler von den St. Louis Blues ausgewählt. Für das Team aus Missouri spielte der Verteidiger von 1995 bis 1999, wobei er in den ersten beiden Jahren überwiegend für deren Farmteam, die Worcester IceCats, in der American Hockey League zum Einsatz kam und in den beiden folgenden Jahren einen Stammplatz im NHL-Team hatte. Von 1999 bis 2002 stand er je ein Jahr lang für die NHL-Teams der New York Islanders, Ottawa Senators und Boston Bruins auf dem Eis.
Die Saison 2002/03 verbrachte Rivers bei den Florida Panthers aus der NHL, spielte für die Mannschaft jedoch nur ein einziges Mal und lief in der gesamten restlichen Spielzeit für deren AHL-Farmteam San Antonio Rampage auf. In der Saison 2003/04 erkämpfte sich der Kanadier einen Stammplatz bei den Detroit Red Wings in der NHL. Nachdem er die folgende Spielzeit, in der die NHL-Saison wegen eines Lockout ausgefallen war, bei den Hershey Bears in der AHL verbracht hatte, kehrte er zu Beginn der Saison 2005/06 zu den Red Wings zurück, wechselte jedoch innerhalb der Spielzeit zu deren Ligarivalen Phoenix Coyotes. Die Saison 2006/07 absolvierte der Junioren-Weltmeister von 1995 bei seinem Ex-Club St. Louis Blues, für das er ebenso oft zum Einsatz kam wie für deren AHL-Farmteam Peoria Rivermen.
In der Saison 2007/08 stand der Linksschütze erstmals in Europa unter Vertrag und bereitete für den HK Spartak Moskau aus der russischen Superliga in 23 Spielen drei Tore vor. Zur folgenden Spielzeit kehrte er nach Nordamerika zurück, wo er als Mannschaftskapitän eine Führungsrolle beim amtierenden Calder-Cup-Gewinner Chicago Wolves erhielt. Nach einer Spielzeit beim HC Ambrì-Piotta in der Schweizer National League A, unterschrieb der langjährige NHL-Spieler für die Saison 2010/11 einen Vertrag beim kroatischen Traditionsverein KHL Medveščak Zagreb aus der Erste Bank Eishockey Liga. Im Anschluss an diese Spielzeit beendete der Verteidiger seine aktive Laufbahn.
Zur Saison 2013/14 wurde er zum Cheftrainer der neugegründeten St. Charles Chill aus der Central Hockey League ernannt. Diese stellten mit der Auflösung der CHL im Sommer 2014 den Spielbetrieb ein.

### International
Für Kanada nahm Rivers an der Junioren-Weltmeisterschaft 1995 teil, bei der er mit seiner Mannschaft Weltmeister wurde. Zu diesem Erfolg trug er mit drei Toren und drei Vorlagen in sieben Spielen bei.

## Erfolge und Auszeichnungen
| - 1994 OHL First All-Star Team - 1994 Max Kaminsky Trophy - 1994 CHL Second All-Star Team - 1995 OHL Second All-Star Team | - 1996 AHL All-Star Classic - 1997 AHL All-Star Classic - 1997 AHL Second All-Star Team |

### International
- 1995 Goldmedaille bei der Junioren-Weltmeisterschaft

## Karrierestatistik

### International
Vertrat Kanada bei:
- Junioren-Weltmeisterschaft 1995

(Legende zur Spielerstatistik: Sp oder GP = absolvierte Spiele; T oder G = erzielte Tore; V oder A = erzielte Assists; Pkt oder Pts = erzielte Scorerpunkte; SM oder PIM = erhaltene Strafminuten; +/− = Plus/Minus-Bilanz; PP = erzielte Überzahltore; SH = erzielte Unterzahltore; GW = erzielte Siegtore; 1 Play-downs/Relegation; Kursiv: Statistik nicht vollständig)